# Traitors (album de Misery Index)
Albums de Misery Index
Discordia Heirs to Thievery
Traitors est le troisième album studio du groupe de death metal américain Misery Index. Il a été enregistré par Kurt Ballou, mixé/masterisé par Steve Wright et sorti via Relapse Records le 30 septembre 2008. Une vidéo a été publiée pour la chanson "Traitors".

## Réception critique
Scott Alisoglu, critiquant l'album pour Blabbermouth.net, en a considéré les chansons plus variées et l'écriture meilleure que sur l'album précédent, et a également noté un sens accru de la mélodie. Cosmo Lee de Pitchfork Media a déclaré que Ballou avait obtenu « un son se situant quelque part entre le « bélier » et la « mitrailleuse » », qualifiant l'album de « paquet stimulant », avec des thèmes de paroles allant de la critique du gouvernement américain au culte des célébrités. Selon le critique d'AllMusic Greg Prato, le groupe « garde les choses aussi précises, serrées et brutales que possible du début à la fin », et a qualifié l'album de « assaut sonore complet ». L'album a été nommé "Album du mois" par le magazine Terrorizer en novembre 2008.

## Liste des pistes
| 1.    | We Never Come in Peace | 1:59 |
| 2.    | Theocracy              | 4:30 |
| 3.    | Partisans of Grief     | 3:36 |
| 4.    | Traitors               | 2:23 |
| 5.    | Ghosts of Catalonia    | 5:00 |
| 6.    | Occupation             | 4:43 |
| 7.    | Ruling Class Cancelled | 2:07 |
| 8.    | The Arbiter            | 2:02 |
| 9.    | American Idolatry      | 2:19 |
| 10.   | Thrown into the Sun    | 3:58 |
| 11.   | Black Sites            | 4:44 |
| 37:30 |                        |      |

## Personnel
- Adam Jarvis – batterie
- Mark Klöppel – guitare, chant
- Jason Netherton – guitare basse, chant
- Sparky Voyles – guitare
- Guy Kozowyk - chant ("Partisans of Grief")
- Tomas Lindberg - chant ("Ruling Class Cancelled")

### Production
- Kurt Ballou – ingénierie, enregistrement
- Drew Lamond – mixage, mastering
- Steve Wright – mixage, mastering